# Río Ogoulou
El Ogoulou o Ougoulou es un río de Gabón, afluente del río Ngounié y subafluente del río Ogooué. Da nombre al departamento homónimo, en la provincia de Ngounié, y es el río que pasa por el chef-lieu departamental, Mimongo.
Nace en el monte Iboundji, en el centro-sur del país, y en todo su recorrido fluye por la provincia de Ngounié. Pasa bajo la carretera N6 dos veces: primero cerca de Mimongo y más tarde unos 25 km más abajo. Su desembocadura en el río Ngounié tiene lugar unos 30 km al sureste de la capital provincial Mouila.